# خودوتکا
خودوتکا (انگلیسی: Khodutka) یک کوه آتشفشانی در شبه‌جزیره کامچاتکای کشور روسیه است.